# Menahem Max Schiffer
Menahem Max Schiffer (* 24. September 1911 in Berlin; † 11. November 1997 in Palo Alto, Kalifornien) war ein deutschamerikanischer Mathematiker, der sich mit komplexer Analysis, partiellen Differentialgleichungen und mathematischer Physik beschäftigte.

## Leben
Schiffer studierte zunächst Physik, zuerst ab 1930 an der Universität Bonn und dann an der Humboldt-Universität Berlin, unter anderem bei Max von Laue, Erwin Schrödinger, Walther Nernst, Erhard Schmidt, Issai Schur und Ludwig Bieberbach. In Berlin arbeitete er besonders mit Issai Schur zusammen. 1934 wurde seine erste mathematische Arbeit veröffentlicht. Nach der Machtübernahme der Nationalsozialisten, die neben vielen anderen auch Schur aus dem Amt drängten, emigrierte Schiffer, der Jude war, ins Völkerbundsmandat für Palästina. Schiffer erhielt aufgrund seiner Veröffentlichung von 1934 dort in Jerusalem an der Hebrew University sein Diplom und wurde 1939 bei Michael Fekete promoviert (Konforme Darstellungen und schlichte Funktionen). In seiner Dissertation führte er die Schiffer-Variationsmethode zur Behandlung geometrischer Probleme in der komplexen Analysis ein. Er war Professor an der Stanford University, an der zur gleichen Zeit neben ihm weitere bekannte Analytiker aus Europa lehrten (George Pólya, Charles Loewner, Stefan Bergman, Gábor Szegő).
Mit Paul Garabedian arbeitete er über die Bieberbachsche Vermutung (1955 bewiesen sie den Fall n=4). Neben komplexer Analysis beschäftigte er sich auch mit mathematischer Physik und schrieb ein Lehrbuch der Allgemeinen Relativitätstheorie.
1950 und 1958 war er Invited Speaker auf den Internationalen Mathematikerkongressen, 1958 in Edinburgh mit einem Plenarvortrag (Extremum Problems and Variational Methods in Conformal Mapping). 1963 wurde er in die American Academy of Arts and Sciences gewählt, 1970 in die National Academy of Sciences. Schiffer war für seine sorgfältig ausgearbeiteten Vorlesungen bekannt – 1976 erhielt er den Teaching Award der Stanford University.

## Schriften
- mit Leon Bowden: The role of mathematics in Science (= Anneli Lax new mathematical library. Band 30). Mathematical Association of America, Washington, D. C. 1984, ISBN 0-88385-630-1.
- mit Stefan Bergman: Kernel Functions and elliptic differential equations in mathematical physics (= Pure and applied mathematics. Band 4). Academic Press, New York 1953, OCLC 869578504; (= Dover books on mathematics). Dover Publications, Mineola, N. Y. 2005, ISBN 0-486-44553-4.
- mit Donald Spencer: Functionals of finite Riemann Surfaces (= Princeton mathematical series). Princeton University Press, Princeton 1954, OCLC 935491940; ebenda 2015, ISBN 978-0-691-07967-7.
- mit Ronald Adler, Maurice Bazin: Introduction to General Relativity (= International series in pure and applied physics). McGraw Hill, New York 1965, OCLC 977686779; 2. Auflage. Ebenda 1975, ISBN 0-07-000423-4.